# Яворский, Константин Константинович
Константин Константинович Яворский (рум. Constantin Iavorschi; 16 марта 1990, Кишинёв, Молдавская ССР, СССР) — молдавский и российский футболист, нападающий.

## Биография
В 2008 перешёл из «Ники» в московский «Локомотив», в 21 матче молодёжного первенства забил 5 мячей; в составе второй команды в первенстве ЛФЛ забил 4 гола. В 2009 году выступал во втором дивизионе за «Локомотив-2» — 29 игр, три гола. 2010 год провёл в составе «Ростова», сыграл два матче в молодёжном первенстве. Зимой 2010/11 переехал в Молдавию, был в составе «Шерифа» (2011), играл за клубы «Искра-Сталь» Рыбница (2011—2012), «Зимбру» Кишинёв (2012), «Милсами» Оргеев (2013—2015). С лета 2015 года 2 года не выступал на профессиональном уровне, в июле 2017 подписал контракт с клубом Спикул.